# Medalla al Mérito de Protección Civil de Andalucía
La Medalla al Mérito de Protección Civil de Andalucía, es una distinción española otorgada por la Junta de Andalucía y creada el 24 de enero de 2022 para ofrecer un reconocimiento especial  a todas aquellas personas profesionales de las emergencias y protección civil en Andalucía, pertenecientes a entidades y organismos públicos y privados, que han demostrado una especial motivación en su amplia trayectoria mediante la realización de labores preventivas y de apoyo logístico y la prestación de asistencia en situaciones de emergencia hasta la llegada del personal de intervención.

## Categorías
- La Medalla de Oro al Mérito de Protección Civil de Andalucía podrá ser concedida en los supuestos siguientes:

a) Intervenir en un acto de servicio o actuación en el que se haya demostrado una conducta que evidencie valor y abnegación excepcional, con riesgo de la propia vida y derivándose de manera causal fallecimiento, lesión o secuela.
b) Participar en más de un acto de servicio o actuación en los que concurran las circunstancias descritas en el párrafo anterior, aunque no se produzca fallecimiento, lesión o secuela.
c) Realizar actos que, sin ajustarse expresamente a los requisitos anteriores, merezcan esta distinción por implicar méritos de carácter excepcional.
- La Medalla de Plata al Mérito de Protección Civil de Andalucía podrá ser concedida en los supuestos siguientes:

a) Intervenir en un acto de servicio o actuación en el que se haya mantenido una conducta que evidencie valor y abnegación.
b) Realizar actos que sin, ajustarse expresamente a los requisitos anteriores, merezcan esta distinción por implicar méritos de carácter extraordinario.